# 劳诺·莱赫蒂厄
劳诺·莱赫蒂厄（芬蘭語：Rauno Lehtiö，1942年3月3日—），芬兰男子冰球运动员，场上位置是前锋。他曾代表芬兰国家队参加1964年冬季奥林匹克运动会冰球比赛，获得第6名。